# Grand Prix Wielkiej Brytanii 2023
Grand Prix Wielkiej Brytanii 2023, oficjalnie Formula 1 Aramco British Grand Prix 2023 – formalnie jedenasta runda Mistrzostw Świata Formuły 1 w sezonie 2023. Grand Prix odbyło się w dniach 7–9 lipca 2023 na torze Silverstone Circuit w Silverstone. Wyścig, po starcie z pole position, wygrał Max Verstappen (Red Bull Racing), a na podium kolejno stanęli Lando Norris (McLaren) oraz Lewis Hamilton (Mercedes).

## Lista startowa
| Nr          | Kierowca         | Zespół                                | Samochód                          | Silnik              | Opony |
| ----------- | ---------------- | ------------------------------------- | --------------------------------- | ------------------- | ----- |
| 1           | Max Verstappen   | Oracle Red Bull Racing                | Red Bull RB19                     | Honda RBPTH001      | P     |
| 2           | Logan Sargeant   | Williams Racing                       | Williams FW45                     | Mercedes-AMG F1 M14 | P     |
| 4           | Lando Norris     | McLaren F1 Team                       | McLaren MCL60                     | Mercedes-AMG F1 M14 | P     |
| 10          | Pierre Gasly     | BWT Alpine F1 Team                    | Alpine A523                       | Renault E-Tech RE23 | P     |
| 11          | Sergio Pérez     | Oracle Red Bull Racing                | Red Bull RB19                     | Honda RBPTH001      | P     |
| 14          | Fernando Alonso  | Aston Martin Aramco Cognizant F1 Team | Aston Martin AMR23                | Mercedes-AMG F1 M14 | P     |
| 16          | Charles Leclerc  | Scuderia Ferrari                      | Ferrari SF-23                     | Ferrari 066/10      | P     |
| 18          | Lance Stroll     | Aston Martin Aramco Cognizant F1 Team | Aston Martin AMR23                | Mercedes-AMG F1 M14 | P     |
| 20          | Kevin Magnussen  | MoneyGram Haas F1 Team                | Haas VF-23                        | Ferrari 066/10      | P     |
| 21          | Nyck de Vries    | Scuderia AlphaTauri                   | AlphaTauri AT04                   | Honda RBPTH001      | P     |
| 22          | Yūki Tsunoda     | Scuderia AlphaTauri                   | AlphaTauri AT04                   | Honda RBPTH001      | P     |
| 23          | Alexander Albon  | Williams Racing                       | Williams FW45                     | Mercedes-AMG F1 M14 | P     |
| 24          | Zhou Guanyu      | Alfa Romeo F1 Team Stake              | Alfa Romeo C43                    | Ferrari 066/10      | P     |
| 27          | Nico Hülkenberg  | MoneyGram Haas F1 Team                | Haas VF-23                        | Ferrari 066/10      | P     |
| 31          | Esteban Ocon     | BWT Alpine F1 Team                    | Alpine A523                       | Renault E-Tech RE23 | P     |
| 44          | Lewis Hamilton   | Mercedes-AMG PETRONAS F1 Team         | Mercedes-AMG F1 W14 E Performance | Mercedes-AMG F1 M14 | P     |
| 55          | Carlos Sainz Jr. | Scuderia Ferrari                      | Ferrari SF-23                     | Ferrari 066/10      | P     |
| 63          | George Russell   | Mercedes-AMG PETRONAS F1 Team         | Mercedes-AMG F1 W14 E Performance | Mercedes-AMG F1 M14 | P     |
| 77          | Valtteri Bottas  | Alfa Romeo F1 Team Stake              | Alfa Romeo C43                    | Ferrari 066/10      | P     |
| 81          | Oscar Piastri    | McLaren F1 Team                       | McLaren MCL60                     | Mercedes-AMG F1 M14 | P     |
| Źródło: FIA |                  |                                       |                                   |                     |       |

## Wyniki

### Zwycięzcy sesji treningowych
| Sesja       | Nr | Kierowca        | Konstruktor                | Czas     | Okr. |
| ----------- | -- | --------------- | -------------------------- | -------- | ---- |
| 1           | 1  | Max Verstappen  | Red Bull Racing-Honda RBPT | 1:28,600 | 26   |
| 2           | 1  | Max Verstappen  | Red Bull Racing-Honda RBPT | 1:28,078 | 27   |
| 3           | 16 | Charles Leclerc | Ferrari                    | 1:27,419 | 24   |
| Źródło: FIA |    |                 |                            |          |      |

### Kwalifikacje
| P                    | Nr | Kierowca         | Konstruktor                  | Czasy w kwalifikacjach | Czasy w kwalifikacjach | Czasy w kwalifikacjach | Poz. s. |
| P                    | Nr | Kierowca         | Konstruktor                  | Q1                     | Q2                     | Q3                     | Poz. s. |
| -------------------- | -- | ---------------- | ---------------------------- | ---------------------- | ---------------------- | ---------------------- | ------- |
| 1                    | 1  | Max Verstappen   | Red Bull Racing-Honda RBPT   | 1:29,428               | 1:27,702               | 1:26,720               | 1       |
| 2                    | 4  | Lando Norris     | McLaren-Mercedes             | 1:28,917               | 1:28,042               | 1:26,961               | 2       |
| 3                    | 81 | Oscar Piastri    | McLaren-Mercedes             | 1:29,874               | 1:27,845               | 1:27,092               | 3       |
| 4                    | 16 | Charles Leclerc  | Ferrari                      | 1:29,143               | 1:28,361               | 1:27,136               | 4       |
| 5                    | 55 | Carlos Sainz Jr. | Ferrari                      | 1:29,865               | 1:28,265               | 1:27,148               | 5       |
| 6                    | 63 | George Russell   | Mercedes                     | 1:29,412               | 1:28,782               | 1:27,155               | 6       |
| 7                    | 44 | Lewis Hamilton   | Mercedes                     | 1:29,415               | 1:28,545               | 1:27,211               | 7       |
| 8                    | 23 | Alexander Albon  | Williams-Mercedes            | 1:29,466               | 1:28,067               | 1:27,530               | 8       |
| 9                    | 14 | Fernando Alonso  | Aston Martin Aramco-Mercedes | 1:29,949               | 1:28,368               | 1:27,659               | 9       |
| 10                   | 10 | Pierre Gasly     | Alpine-Renault               | 1:29,533               | 1:28,751               | 1:27,689               | 10      |
| 11                   | 27 | Nico Hülkenberg  | Haas-Ferrari                 | 1:29,603               | 1:28,896               |                        | 11      |
| 12                   | 18 | Lance Stroll     | Aston Martin Aramco-Mercedes | 1:29,448               | 1:28,935               |                        | 12      |
| 13                   | 31 | Esteban Ocon     | Alpine-Renault               | 1:29,700               | 1:28,956               |                        | 13      |
| 14                   | 2  | Logan Sargeant   | Williams-Mercedes            | 1:29,873               | 1:29,031               |                        | 14      |
| 15                   | 11 | Sergio Pérez     | Red Bull Racing-Honda RBPT   | 1:29,968               |                        |                        | 15      |
| 16                   | 22 | Yūki Tsunoda     | AlphaTauri-Honda RBPT        | 1:30,025               |                        |                        | 16      |
| 17                   | 24 | Zhou Guanyu      | Alfa Romeo-Ferrari           | 1:30,123               |                        |                        | 17      |
| 18                   | 21 | Nyck de Vries    | AlphaTauri-Honda RBPT        | 1:30,513               |                        |                        | 18      |
| 19                   | 20 | Kevin Magnussen  | Haas-Ferrari                 | 1:32,378               |                        |                        | 19      |
| DK                   | 77 | Valtteri Bottas  | Alfa Romeo-Ferrari           | 1:29,798               | –                      |                        | 20      |
| 107% czasu: 1:35,141 |    |                  |                              |                        |                        |                        |         |
| Źródło: FIA          |    |                  |                              |                        |                        |                        |         |

Uwagi
1. 1 2  Valtteri Bottas zakwalifikował się na piętnastym miejscu, ale został zdyskwalifikowany, ponieważ wymagana próbka paliwa nie mogła zostać pobrana z jego samochodu. Decyzją sędziów został dopuszczony do startu[7].
2. ↑  Ponieważ kwalifikacje odbywał się na mokrym torze, reguła 107% nie obowiązywała[8].

### Wyścig
| P           | Nr | Kierowca         | Konstruktor                  | Okr. | Czas             | Start | +/−       | Punkty |
| ----------- | -- | ---------------- | ---------------------------- | ---- | ---------------- | ----- | --------- | ------ |
| 1           | 1  | Max Verstappen   | Red Bull Racing-Honda RBPT   | 52   | 1:25:16,938      | 1     | Bez zmian | 25+1   |
| 2           | 4  | Lando Norris     | McLaren-Mercedes             | 52   | +3,798           | 2     | Bez zmian | 18     |
| 3           | 44 | Lewis Hamilton   | Mercedes                     | 52   | +6,783           | 7     | 4         | 15     |
| 4           | 81 | Oscar Piastri    | McLaren-Mercedes             | 52   | +7,776           | 3     | 1         | 12     |
| 5           | 63 | George Russell   | Mercedes                     | 52   | +11,206          | 6     | 1         | 10     |
| 6           | 11 | Sergio Pérez     | Red Bull Racing-Honda RBPT   | 52   | +12,882          | 15    | 9         | 8      |
| 7           | 14 | Fernando Alonso  | Aston Martin Aramco-Mercedes | 52   | +17,193          | 9     | 2         | 6      |
| 8           | 23 | Alexander Albon  | Williams-Mercedes            | 52   | +17,878          | 8     | Bez zmian | 4      |
| 9           | 16 | Charles Leclerc  | Ferrari                      | 52   | +18,689          | 4     | 5         | 2      |
| 10          | 55 | Carlos Sainz Jr. | Ferrari                      | 52   | +19,448          | 5     | 5         | 1      |
| 11          | 2  | Logan Sargeant   | Williams-Mercedes            | 52   | +23,632          | 14    | 3         |        |
| 12          | 77 | Valtteri Bottas  | Alfa Romeo-Ferrari           | 52   | +25,830          | 20    | 8         |        |
| 13          | 27 | Nico Hülkenberg  | Haas-Ferrari                 | 52   | +26,663          | 11    | 2         |        |
| 14          | 18 | Lance Stroll     | Aston Martin Aramco-Mercedes | 52   | +27,483          | 12    | 2         |        |
| 15          | 24 | Zhou Guanyu      | Alfa Romeo-Ferrari           | 52   | +29,820          | 17    | 2         |        |
| 16          | 22 | Yūki Tsunoda     | AlphaTauri-Honda RBPT        | 52   | +31,225          | 16    | Bez zmian |        |
| 17          | 21 | Nyck de Vries    | AlphaTauri-Honda RBPT        | 52   | +33,128          | 18    | 1         |        |
| 18          | 10 | Pierre Gasly     | Alpine-Renault               | 46   | NU (uszkodzenia) | 10    | 8         |        |
| NS          | 20 | Kevin Magnussen  | Haas-Ferrari                 | 31   | NU (silnik)      | 19    |           |        |
| NS          | 31 | Esteban Ocon     | Alpine-Renault               | 9    | NU (wyciek)      | 13    |           |        |
| Źródło: FIA |    |                  |                              |      |                  |       |           |        |

Uwagi
1. ↑  Dodatkowy 1 punkt jest przyznawany kierowcy, który ustanowił najszybsze okrążenie w wyścigu, pod warunkiem, że ukończył wyścig w pierwszej 10.
2. ↑  Lance Stroll ukończył wyścig na jedenastym miejscu, ale otrzymał karę 5 sekund doliczonych do uzyskanego czasu za spowodowanie kolizji z Pierrem Gaslyem[11].

### Najszybsze okrążenie
| Nr          | Kierowca       | Konstruktor                | Czas     | Okr. |
| ----------- | -------------- | -------------------------- | -------- | ---- |
| 1           | Max Verstappen | Red Bull Racing-Honda RBPT | 1:30,275 | 42   |
| Źródło: FIA |                |                            |          |      |

### Prowadzenie w wyścigu
| Nr                              | Kierowca       | Konstruktor                | Okrążenia | Suma |
| ------------------------------- | -------------- | -------------------------- | --------- | ---- |
| 4                               | Lando Norris   | McLaren-Mercedes           | 1–4       | 4    |
| 1                               | Max Verstappen | Red Bull Racing-Honda RBPT | 5–52      | 48   |
| \| Wykres \| \| ------ \| \| \| |                |                            |           |      |
| Źródło: FIA                     |                |                            |           |      |
| Wykres                          |                |                            |           |      |
|                                 |                |                            |           |      |

## Klasyfikacja po wyścigu

### Kierowcy
| P           | +/−       | Kierowca         | Zgł. | Punkty | P1 | P2 | P3 | PP | NO | NS | NU |
| ----------- | --------- | ---------------- | ---- | ------ | -- | -- | -- | -- | -- | -- | -- |
| 1           | Bez zmian | Max Verstappen   | 10   | 255    | 8  | 2  | –  | 7  | 5  | –  | –  |
| 2           | Bez zmian | Sergio Pérez     | 10   | 156    | 2  | 2  | 1  | 2  | 2  | –  | –  |
| 3           | Bez zmian | Fernando Alonso  | 10   | 137    | –  | 2  | 4  | –  | –  | –  | –  |
| 4           | Bez zmian | Lewis Hamilton   | 10   | 121    | –  | 2  | 2  | –  | 1  | –  | –  |
| 5           | Bez zmian | Carlos Sainz Jr. | 10   | 83     | –  | –  | –  | –  | –  | –  | –  |
| 6           | 1         | George Russell   | 10   | 82     | –  | –  | 1  | –  | 1  | 2  | 2  |
| 7           | 1         | Charles Leclerc  | 10   | 74     | –  | 1  | 1  | 1  | –  | 2  | 2  |
| 8           | Bez zmian | Lance Stroll     | 10   | 44     | –  | –  | –  | –  | –  | 2  | 2  |
| 9           | 1         | Lando Norris     | 10   | 42     | –  | 1  | –  | –  | –  | –  | –  |
| 10          | 1         | Esteban Ocon     | 10   | 31     | –  | –  | 1  | –  | –  | 2  | 3  |
| 11          | 3         | Oscar Piastri    | 10   | 17     | –  | –  | –  | –  | –  | 1  | 1  |
| 12          | 1         | Pierre Gasly     | 10   | 16     | –  | –  | –  | –  | –  | –  | 2  |
| 13          | Bez zmian | Alexander Albon  | 10   | 11     | –  | –  | –  | –  | –  | 2  | 2  |
| 14          | 2         | Nico Hülkenberg  | 10   | 9      | –  | –  | –  | –  | –  | 1  | 1  |
| 15          | Bez zmian | Valtteri Bottas  | 10   | 5      | –  | –  | –  | –  | –  | –  | –  |
| 16          | Bez zmian | Zhou Guanyu      | 10   | 4      | –  | –  | –  | –  | 1  | 1  | 1  |
| 17          | Bez zmian | Yūki Tsunoda     | 10   | 2      | –  | –  | –  | –  | –  | –  | –  |
| 18          | Bez zmian | Kevin Magnussen  | 10   | 2      | –  | –  | –  | –  | –  | 1  | 3  |
| 19          | Bez zmian | Logan Sargeant   | 10   | 0      | –  | –  | –  | –  | –  | 1  | 2  |
| 20          | Bez zmian | Nyck de Vries    | 10   | 0      | –  | –  | –  | –  | –  | 1  | 2  |
| Źródło: FIA |           |                  |      |        |    |    |    |    |    |    |    |

### Konstruktorzy
| P           | +/−       | Konstruktor                  | Zgł. | Punkty | P1 | P2 | P3 | PP | NO | NS | NU |
| ----------- | --------- | ---------------------------- | ---- | ------ | -- | -- | -- | -- | -- | -- | -- |
| 1           | Bez zmian | Red Bull Racing-Honda RBPT   | 20   | 411    | 10 | 4  | 1  | 9  | 7  | –  | –  |
| 2           | Bez zmian | Mercedes                     | 20   | 203    | –  | 2  | 3  | –  | 2  | 2  | 2  |
| 3           | Bez zmian | Aston Martin Aramco-Mercedes | 20   | 181    | –  | 2  | 4  | –  | –  | 2  | 2  |
| 4           | Bez zmian | Ferrari                      | 20   | 157    | –  | 1  | 1  | 1  | –  | 2  | 2  |
| 5           | 1         | McLaren-Mercedes             | 20   | 59     | –  | 1  | –  | –  | –  | 1  | 1  |
| 6           | 1         | Alpine-Renault               | 20   | 47     | –  | –  | 1  | –  | –  | 2  | 5  |
| 7           | 2         | Williams-Mercedes            | 20   | 11     | –  | –  | –  | –  | –  | 3  | 4  |
| 8           | 1         | Haas-Ferrari                 | 20   | 11     | –  | –  | –  | –  | –  | 2  | 4  |
| 9           | 1         | Alfa Romeo-Ferrari           | 20   | 9      | –  | –  | –  | –  | 1  | 1  | 1  |
| 10          | Bez zmian | AlphaTauri-Honda RBPT        | 20   | 2      | –  | –  | –  | –  | –  | 1  | 2  |
| Źródło: FIA |           |                              |      |        |    |    |    |    |    |    |    |